# Broken (film 1993)
Broken Movie – krótkometrażowy film ilustrowany muzyką z EPki zespołu Nine Inch Nails, wydany w nieoficjalnym obiegu w 1993 roku.
W 1992 roku ukazała się Broken EP Nine Inch Nails. W następnym roku powstał krótkometrażowy film promujący płytę, wyreżyserowany przez Petera Christophersona. Pomysł filmu opierał się na połączeniu czterech zrealizowanych przez innych twórców teledysków do utworów z Broken EP oraz autorskiego teledysku Christophersona do piątego utworu fabularyzowanymi sekwencjami z udziałem aktorów, nadającymi całości charakter snuff filmu. Z powodu zawartych w nim scen przemocy film nigdy nie dostał się do oficjalnej dystrybucji. W latach 90. Broken Movie krążył w środowisku fanów NIN jako bootleg VHS, a w ostatnich latach był rozpowszechniany przez Internet i sieci p2p.
Według słów Trenta Reznora teledysk do "Happiness in Slavery" (niedopuszczonego do emisji przez wszystkie stacje muzyczne) przy całości filmu jest jak "film Disneya".

## Opis fabuły
Film rozpoczyna się i kończy czarno-białymi scenami egzekucji przez powieszenie skazańca. W dalszej części filmu ujęcia stylizowane na amatorski film video pokazują uwięzionego w piwnicy mężczyznę i porywacza (który jest skazańcem z początkowych sekwencji filmu). Sceny tortur na porwanym mężczyźnie przerywane są kolejno teledyskami Nine Inch Nails, w kolejności z albumu:
- "Pinion" (reż. Eric Goode and Serge Becker)
- "Wish" (reż. Peter Christopherson)
- "Help Me I Am in Hell" (reż. Eric Goode i Serge Becker)
- "Happiness in Slavery" (reż. Jon Reiss)
- "Gave Up"

Ostatni teledysk skomponowany jest z ze scen tortur poprzedzających śmierć porwanego mężczyzny i czarno-białych ujęć akcji policjantów dostających się na miejsce morderstwa. Na ekranie telewizora stojącego w piwnicy widać Trenta Reznora.

## Obsada
Nie są znane nazwiska aktorów grających porywacza i jego ofiarę. W teledysku "Wish" widać zespół Nine Inch Nails w składzie: Trent Reznor, Chris Vrenna, Richard Patrick, James Woolley; brat gitarzysty, Robert Patrick, gra rolę gościnną funkcjonariusza FBI. W teledysku "Happiness in Slavery" gra Bob Flanagan.

## Dostępność
Film nigdy nie trafił do dystrybucji; według Reznora, zdecydowano się na ten krok by nie przyćmić muzyki. Oryginalne kopie Reznor rozdał swoim znajomym, a ponieważ taśmy były oznaczone, można było łatwo stwierdzić kto rozpowszechniał ich kopie dalej. Gibby Haynes z Butthole Surfers według Reznora odpowiada za najważniejszy przeciek. Kopie kaset przegrywane były wielokrotnie przez fanów zespołu, co skutkowało ich złą jakością. W ostatnich latach kopie w formatach MPEG i AVI były przedmiotem wymiany fanów na stronach i forach internetowych poświęconych twórczości Nine Inch Nails.
Teledyski do "Pinion", "Wish", "Help Me I Am in Hell", i "Happiness in Slavery", bez pozostałych fragmentów filmu, w 1997 roku ukazały się na podwójnej VHS Closure (Halo11). Były też udostępnione na oficjalnej stronie zespołu.
Na EP Fixed z remiksami utworów z Broken EP w dwóch wersjach utworu "Happiness in Slavery" wykorzystano mocno przetworzone sample krzyku Boba Flanagana z teledysku do tego utworu. Na okładce płyty znalazły się podziękowania dla aktora.
W 2005 roku na promocyjnym DVD Collected znalazły się fragmenty filmu w doskonałej jakości, co pozwoliło sądzić, że Trent Reznor jest w posiadaniu kopii-matki filmu. 30 grudnia 2006 roku obraz dysku DVD został udostępniony w sieci p2p The Pirate Bay przez anonimowego użytkownika "seed0", prawdopodobnie samego Trenta Reznora albo osobę z jego otoczenia. Przypuszczenia te potwierdził częściowo wpis na oficjalnym blogu lidera grupy.